# Kancabdzonot
Kancabdzonot es una localidad del municipio de Yaxcabá en Yucatán, México.

## Toponimia
El nombre (Kancabdzonot) proviene del idioma maya. El nombre significa cenote en tierra roja.

## Demografía
Según el censo de 2005 realizado por el INEGI, la población de la localidad era de 931 habitantes, de los cuales 468 eran hombres y 463 mujeres.
| 99                          | 150 | 277 | 341 | 471 | 525 | 723 | 814 | 854 | 931 |
| (Fuente: INEGI [Consultar]) |     |     |     |     |     |     |     |     |     |